# Irving Aguilar
Pour les articles homonymes, voir Aguilar.
Aguilar  Robles est un nom espagnol. Le premier nom de famille, en général paternel, est Aguilar ; le second, en général maternel, souvent omis, est Robles.
Irving Jaime Aguilar Robles, né le 6 juin 1970 à Nezahualcóyotl, est un coureur cycliste mexicain.

## Palmarès
- 1993
  -  Médaillé d'argent du contre-la-montre par équipes aux Jeux d'Amérique centrale et des Caraïbes
  -  Médaillé de bronze de la course en ligne aux Jeux d'Amérique centrale et des Caraïbes
- 1998
  -  Médaillé de bronze de la course en ligne aux Jeux d'Amérique centrale et des Caraïbes
- 2003
  - 14e étape du Tour des Amériques
- 2006
  - 2e du championnat du Mexique sur route
- 2013
  - 8e étape de la Vuelta a Tamaulipas

## Classements mondiaux
| Année            | 2006 | 2007 | 2008 |
| ---------------- | ---- | ---- | ---- |
| UCI America Tour | 45e  | 254e | 232e |